# Vitalie Zubac
Vitalie Zubac (n. 1894, comuna Necrasovca-Nouă, județul Ismail – d. secolul al XX-lea) a fost un ofițer și om politic român din Basarabia.

## Sfatul Țării
Ofițerul Vitalie Zubac a fost deputat de Ismail în Sfatului Țării, Parlamentul Moldovei între 1917 și 1918.
La data de 27 martie 1918 Vitalie Zubac a votat Unirea Basarabiei cu România.

## Galerie de imagini

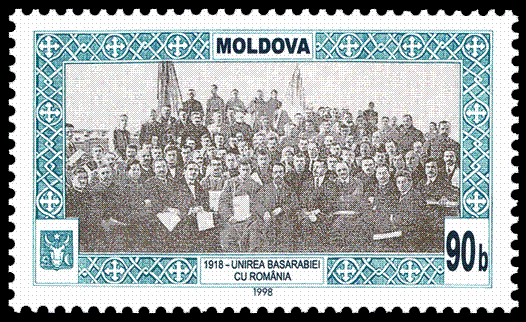
Moldovan stamp, 1998

## Vezi și
- Sfatul Țării
- Lista membrilor Sfatului Țării